# Marigny (Deux-Sèvres)
Marigny és un municipi francès situat al departament de Deux-Sèvres i a la regió de la Nova Aquitània. L'any 2007 tenia 894 habitants.

## Demografia

### Població
El 2007 la població de fet de Marigny era de 894 persones. Hi havia 334 famílies de les quals 52 eren unipersonals (28 homes vivint sols i 24 dones vivint soles), 113 parelles sense fills, 149 parelles amb fills i 20 famílies monoparentals amb fills.
La població ha evolucionat segons el següent gràfic:
Habitants censats

### Habitatges
El 2007 hi havia 377 habitatges, 337 eren l'habitatge principal de la família, 16 eren segones residències i 24 estaven desocupats. 370 eren cases i 7 eren apartaments. Dels 337 habitatges principals, 259 estaven ocupats pels seus propietaris, 75 estaven llogats i ocupats pels llogaters i 3 estaven cedits a títol gratuït; 7 tenien una cambra, 13 en tenien dues, 28 en tenien tres, 81 en tenien quatre i 208 en tenien cinc o més. 296 habitatges disposaven pel capbaix d'una plaça de pàrquing. A 117 habitatges hi havia un automòbil i a 205 n'hi havia dos o més.

### Piràmide de població
La piràmide de població per edats i sexe el 2009 era:
| Homes | Edats   | Dones |
| ----- | ------- | ----- |
| 0     | 95 o +  | 0     |
| 0     | 90 a 94 | 3     |
| 2     | 85 a 89 | 4     |
| 3     | 80 a 84 | 5     |
| 12    | 75 a 79 | 19    |
| 23    | 70 a 74 | 5     |
| 27    | 65 a 69 | 21    |
| 8     | 60 a 64 | 13    |
| 18    | 55 a 59 | 14    |
| 19    | 50 a 54 | 25    |
| 19    | 45 a 49 | 18    |
| 42    | 40 a 44 | 34    |
| 34    | 35 a 39 | 37    |
| 33    | 30 a 34 | 40    |
| 15    | 25 a 29 | 16    |
| 22    | 20 a 24 | 14    |
| 22    | 15 a 19 | 27    |
| 26    | 10 a 14 | 27    |
| 26    | 5 a 9   | 27    |
| 19    | 0 a 4   | 22    |

## Economia
El 2007 la població en edat de treballar era de 587 persones, 455 eren actives i 132 eren inactives. De les 455 persones actives 429 estaven ocupades (230 homes i 199 dones) i 26 estaven aturades (13 homes i 13 dones). De les 132 persones inactives 41 estaven jubilades, 62 estaven estudiant i 29 estaven classificades com a «altres inactius».

### Ingressos
El 2009 a Marigny hi havia 344 unitats fiscals que integraven 915 persones, la mediana anual d'ingressos fiscals per persona era de 17.085 €.

### Activitats econòmiques
Dels 20 establiments que hi havia el 2007, 1 era d'una empresa alimentària, 2 d'empreses de fabricació d'altres productes industrials, 6 d'empreses de construcció, 4 d'empreses de comerç i reparació d'automòbils, 1 d'una empresa d'hostatgeria i restauració, 1 d'una empresa immobiliària, 3 d'empreses de serveis, 1 d'una entitat de l'administració pública i 1 d'una empresa classificada com a «altres activitats de serveis».
Dels 12 establiments de servei als particulars que hi havia el 2009, 3 eren tallers de reparació d'automòbils i de material agrícola, 5 guixaires pintors, 1 fusteria, 1 electricista, 1 perruqueria i 1 agència immobiliària.
L'únic establiment comercial que hi havia el 2009 era una fleca.
L'any 2000 a Marigny hi havia 40 explotacions agrícoles que ocupaven un total de 2.296 hectàrees.

## Equipaments sanitaris i escolars
El 2009 hi havia una escola elemental.

## Poblacions més properes
El següent diagrama mostra les poblacions més properes.